# Cidugala juheli
Cidugala juheli là một loài bọ cánh cứng trong họ Cerambycidae.